# Stomatothrips brunneus
Stomatothrips brunneus är en insektsart som beskrevs av J. C. Crawford 1940. Stomatothrips brunneus ingår i släktet Stomatothrips och familjen rovtripsar. Inga underarter finns listade i Catalogue of Life.